# Borhár megye

Iszfahán tartomány megyéinek elhelyezkedése

Borhár megye (perzsául: دولت آباد,) Irán Iszfahán tartományának egyik középső megyéje az ország középső részén. Északon Natanz, keleten Ardesztán, délen Iszfahán, délnyugaton Borhár, nyugatról Sáhinsahr és Mejme megyék határolják. Székhelye a 33 000 fős Dowlatabad városa. Második legnagyobb városa a húszezer fős lakossággal rendelkező Khvorzuq. További városai: Habibabad, Dastgerd, Shadpurabad és Komeshcheh.  A megye lakossága 122 419 fő. A megye két további kerületre oszlik: Központi kerület és Habibabad kerület.

## Fordítás
- Ez a szócikk részben vagy egészben  a   Borkhar County című angol Wikipédia-szócikk ezen változatának fordításán alapul.  Az eredeti cikk szerkesztőit annak laptörténete sorolja fel. Ez a jelzés csupán a megfogalmazás eredetét és a szerzői jogokat jelzi, nem szolgál a cikkben szereplő információk forrásmegjelöléseként.